# گل خندان
گل خندان، روستایی از توابع بخش پیشخور شهرستان فامنین در استان همدان ایران است.
روستای گل خندان روستایی تپه ای با ارتفاع ۱۸۲۰ است. روستاهای پیرامون گل خندان روستاهای بازران، گوی بولاغ (کنیزان)، خیمه گاه (خیانک)، ازناو، چپقلو، هستند. در شمال روستا کوهستان قیزیل داغلار با دو قله شاخص ۴یزیل کوچک و قیزیل بزرگ که بیشینه ارتفاع آن ۲۴۹۵ متر است، قرار دارد. این کوهستان منبع ذخیرهٔ آب زیرزمینی این روستاست.

## جمعیت
این روستا در دهستان پیشخور قرار دارد و براساس سرشماری مرکز آمار ایران در سال ۱۳۹۵، جمعیت آن ۴۷ نفر (۱۶خانوار) بوده‌است.